# تایرن (کنتاکی)
تایرن، کنتاکی (به انگلیسی: Tyrone, Kentucky) یک منطقهٔ مسکونی در ایالات متحده آمریکا است که در شهرستان اندرسون واقع شده‌است.

## خصوصیات
تایرن ۱۶۰٫۹۴ متر بالاتر از سطح دریا واقع شده‌است.